# 루이스 사디나스
루이스 사디나스 (Luis Sardiñas, 1993년 5월 16일 ~ )는 메이저 리그 시애틀 매리너스의 선수이다. 2009년 아마추어 FA계약으로 텍사스 레인저스에 입단했다.